# Ėrving Botaka
Ėrving Džo Botaka-Ioboma (in russo Эрвинг Джо Ботака-Иобома?; Mosca, 5 ottobre 1998) è un calciatore russo, difensore dell'Arsenal Tula.

## Carriera
Debutta in Prem'er-Liga il 18 settembre 2021 con la maglia dell'Ufa in occasione dell'incontro vinto 3-2 contro il Chimki.

## Statistiche

### Presenze e reti nei club
Statistiche aggiornate al 14 ottobre 2021.
| Stagione        | Squadra                | Campionato      | Campionato | Campionato | Coppe nazionali | Coppe nazionali | Coppe nazionali | Coppe continentali | Coppe continentali | Coppe continentali | Altre coppe | Altre coppe | Altre coppe | Totale | Totale |
| Stagione        | Squadra                | Comp            | Pres       | Reti       | Comp            | Pres            | Reti            | Comp               | Pres               | Reti               | Comp        | Pres        | Reti        | Pres   | Reti   |
| --------------- | ---------------------- | --------------- | ---------- | ---------- | --------------- | --------------- | --------------- | ------------------ | ------------------ | ------------------ | ----------- | ----------- | ----------- | ------ | ------ |
| 2016-2017       | Soljaris Mosca         | 2D              | 16         | 0          | CR              | 0               | 0               |                    | -                  | -                  |             | -           | -           | 16     | 0      |
| 2017-2018       | Kazanka Mosca          | 2D              | 8          | 0          | CR              | 0               | 0               |                    | -                  | -                  |             | -           | -           | 8      | 0      |
| lug.-dic. 2018  | Samgurali Ts'q'alt'ubo | EL2             | 6+2        | 0          | CG              | 0               | 0               |                    | -                  | -                  |             | -           | -           | 8      | 0      |
| gen.-giu. 2019  | Veles Mosca            | 2D              | 6          | 0          | CR              | 0               | 0               |                    | -                  | -                  |             | -           | -           | 6      | 0      |
| 2019-2020       | Luč Vladivostok        | 1D              | 11         | 0          | CR              | 3               | 0               |                    | -                  | -                  |             | -           | -           | 14     | 0      |
| 2020-2021       | Veles Mosca            | 1D              | 38         | 3          | CR              | 2               | 0               |                    | -                  | -                  |             | -           | -           | 40     | 3      |
| 2021-2022       | Ufa                    | PL              | 4          | 0          | CR              | 1               | 0               |                    | -                  | -                  |             | -           | -           | 5      | 0      |
| Totale carriera | Totale carriera        | Totale carriera | 91         | 3          |                 | 6               | 0               |                    | -                  | -                  |             | -           | -           | 97     | 3      |